# 岡田武松
岡田 武松（おかだ たけまつ、1874年（明治7年）8月17日 - 1956年（昭和31年）9月2日）は、日本の気象学者。第4代中央気象台長を多年に亘り務めた。「気象学の父」とも呼ばれる。

## 生涯
千葉県相馬郡布佐村（東葛飾郡布佐町、我孫子町を経て、現在の我孫子市布佐）の海産物を扱う商家に生まれる。6歳で布佐初等小学校に入学、課外に和算を学ぶ。14歳で上京し、東京府立尋常中学校（現在の東京都立日比谷高等学校）に入学し、19歳で卒業し、第一高等中学校に入学。物理学を中村清二らに学ぶ。同級に桑木或雄（あやお）らがいる。このころ利根川の水害が多発したこともあり、防災科学や気象学に関心を寄せる。
1899年（明治32年）、26歳で東京帝国大学理科大学物理学科を卒業し、ただちに中央気象台（現在の気象庁）に勤務。技手として予報課に勤務する。大日本気象学会編（後に日本気象学会）『気象集誌』に論文を発表する。翌1900年（明治33年）、各測候所の勤務者対象とする気象観測練習会で、気象学の講義を受け持った。
1904年（明治37年）、中央気象台の予報課長に抜擢された。翌1905年（明治38年）5月27日、予報課長として日露戦争の帰趨を決めたとされる日本海海戦当日の対馬海峡沖の天気予報を出す。岡田が発したこの予報「天気晴朗ナルモ浪高カルベシ」は、連合艦隊から大本営宛に打電された有名な電報「敵艦隊見ユトノ警報ニ接シ聯合艦隊ハ直ニ出動、之ヲ撃沈滅セントス。本日天気晴朗ナレドモ浪高シ」の原典といわれる。
1911年（明治44年）、『梅雨論』で理学博士となり、1919年（大正8年）、東北帝国大学教授兼任。
1920年（大正9年）、神戸海洋気象台の創設と同時に初代台長に就任。1923年（大正12年）には第4代中央気象台長（現在の気象庁長官）となり、以後1941年、68歳までその職にあった。1942年から1944年に1927年刊『気象学』の姉妹編『理論気象学』全三巻を刊行する。中央気象台附属測候技術官養成所（現在の気象大学校）での講義案に新規の資料を付け加えた気象学基礎理論でもある。。
在任中は世界に先駆けた海上船舶の無線通信（1910年）や地震観測網の整備・海洋観測船「凌風丸」の新造・全国気象官署の国営移管など、気象事業の発展に尽くしたほか、1925年に創刊された『理科年表』には、気象部の監修者として名を連ねている。
一方、研究者としても『気象学講話』（1936年）、『雨』（1951年）、『気象学』（1927年）などの数多くの研究書・入門書の執筆や後進の育成にあたり、藤原咲平とともに藤原・岡田学派の総帥として活躍した。
1941年（昭和16年）7月30日、中央気象台を退職。
1924年（大正13年）、イギリス王立気象学会よりサイモンズ・ゴールドメダルを贈られ、1931年（昭和6年）、帝国学士院会員。1949年（昭和24年）、76歳の時、文化勲章受章。1951年（昭和26年）、文化功労者。
台風（颱風）の命名やフェーン現象に風炎の字を当てたことでも知られる。
1956年（昭和31年）、82歳で没した。

## 家族
妻のみつは、現在の茨城県北相馬郡利根町の医師・小川東作の孫。柳田国男は少年時代に小川宅に住んでいたことがあり、武松とも交流があった。娘婿に東京帝国大学理学部教授・抜山大三（抜山平一、抜山四郎の兄弟）。

## 栄典
- 1904年（明治37年） - 従七位[7]
- 1906年（明治39年） - 勲六等単光旭日章受章、正七位[7]
- 1909年（明治42年） - 従六位[7]
- 1911年（明治44年） - 正六位[7]
- 1912年（明治45年、大正元年） - 勲五等瑞宝章受章[7]
- 1913年（大正2年） - 従五位[7]
- 1918年（大正7年）6月29日 - 勲四等瑞宝章受章、正五位[7][8]
- 1922年（大正11年） - 勲三等瑞宝章受章[7]
- 1923年（大正12年） - 従四位[7]
- 1928年（昭和3年） - 正四位[7]
- 1929年（昭和4年） - 勲二等瑞宝章受章[7]
- 1933年（昭和8年） - 従三位[7]
- 1939年（昭和14年） - 勲一等瑞宝章受章[7]
- 1940年（昭和15年）4月29日 - 勲一等旭日大綬章[7]
- 1941年（昭和16年） - 正三位[7]
- 1949年（昭和24年）11月3日 - 文化勲章受章[7][9]

## 著書

### 単著
- 『近世気象学』博文館、1901年10月。NDLJP:831632。
- 『気象学講話 附録 簡易気象観測法』丸善、1908年10月。NDLJP:831591。
  - 『気象学講話』（再販）丸善、1910年5月。NDLJP:1083154。
  - 『気象学講話』（3版）丸善、1913年1月。NDLJP:937119。
  - 『気象学講話』（4版）丸善、1916年3月。NDLJP:937118。
- 『雨』岡田武松、1916年10月。NDLJP:955243。
- 『颱風の話』海洋気象台、1924年7月。NDLJP:984964。
- 『気象学 上巻』岩波書店〈科学叢書 第5編〉、1927年10月。
- 『気象学 下巻』岩波書店〈科学叢書 第5編〉、1927年10月。
  - 『気象学 上巻』（改版第1刷）岩波書店〈科学叢書 第5編〉、1935年9月。NDLJP:1223789。
  - 『気象学 下巻』（改版第1刷）岩波書店〈科学叢書 第5編〉、1935年9月。NDLJP:1223805。
- 『気象学講話』岩波書店、1928年12月。NDLJP:1170938。
- 『気象器械学』岩波書店〈科学叢書 第7編〉、1931年9月。NDLJP:1187895。
  - 『気象学講話』（改版第1刷）岩波書店、1932年2月。NDLJP:1170941。
  - 『気象学講話』（改版第3刷）岩波書店、1936年8月。NDLJP:1871753。
- 『地球磁気学』岩波書店〈岩波講座物理学及び化学〉、1930年3月。
- 『気象器械学』岩波書店〈科学叢書 第7編〉、1931年9月。
- 『気候学』岩波書店〈岩波講座地理学〉、1932年12月。
- 『測候瑣談』鉄塔書院、1933年3月。NDLJP:1214809。
- 『暴風講話』文部省、1935年3月。NDLJP:1235673。
- 『気候』地人書館〈地理学講座〉、1936年11月。
- 『気象学礎石 上巻』岩波書店、1937年5月。NDLJP:1228356。
- 『測候瑣談』岩波書店、1937年10月。NDLJP:1230760。
- 『続測候瑣談』岩波書店、1937年10月。NDLJP:1230756。
- 『気候学』岩波書店〈岩波全書 87〉、1938年6月。NDLJP:1224223。
- 『大気物理学』岩波書店〈岩波講座物理学 12 A〉、1938年12月。
- 『航空気象学』岩波書店、1942年8月。NDLJP:1238790 NDLJP:1878813。
- 『理論気象学 上巻』岩波書店、1942年10月。NDLJP:1261109。
  - 『理論気象学 中巻』岩波書店、1943年6月。NDLJP:1261122。
  - 『理論気象学 下巻』岩波書店、1944年7月。NDLJP:1261132。
- 『気象学の開拓者』岩波書店、1949年9月。
- 『気象学通論』岩波書店、1949年12月。
- 『雨』岩波書店、1951年4月。
- 『世界気象学年表』荒川秀俊補、地人書館〈気象学講座 別巻〉、1956年11月。

### 編著
- 『近世気象学』博文館〈帝国百科全書 第73編〉、1901年10月。

### 校訂
- 『北越雪譜』鈴木牧之編撰、京山人百樹刪定、岡田武松校訂、岩波書店〈岩波文庫〉、1936年1月。ISBN 9784003022610。
- 『北越雪譜』鈴木牧之編撰、京山人百樹刪定、岡田武松校訂、岩波書店〈岩波クラシックス 1〉、1982年6月。ISBN 9784000048019。
- 『北越雪譜』鈴木牧之編撰、京山人百樹刪定、岡田武松校訂、岩波書店〈ワイド版岩波文庫 82〉、1991年12月。ISBN 9784000070829。

### 共編著
- 真島利行、岡田武松共編 編『中等教育理化示教』大橋新太郎、1900年7月。
- 中村清二著作者代表『気象学及び地球物理学』河出書房〈物理実験学 第11巻〉、1939年12月。
- 岡田武松、久米唐考『気象ひとすじ』学生社〈科学随筆文庫 9〉、1978年5月。ISBN 9784311416095。